# Брюш
Брюш (фр. Bruche) — река в Гранд-Эсте (Франция), протяжённостью 76,6 километра. Площадь бассейна — 727 км².
Брюш берёт начало у подошвы Климонта в Вогезах, протекает через Мольсгеймский уезд, близ Мюцига разветвляется на две части, которые снова соединяются близ Дахштейна, и, впадает в приток Рейна реку Илль, в близ Страсбурга. Река имеет приток Мажель
Параллельно течению реки Брюш проходит железная дорога из Ротау в Мюциг.
Брюшский канал, проведённый из Брюш и Моссига, начинается ниже Сульцбада и впадает в Илль выше Страсбурга. Длина его равняется 19,78 км; к XIX веку он был снабжен 11 шлюзами, а высота падения воды равна 29,24 м. Канал этот был спроектирован в XV столетии страсбургским епископом Вильгельмом Дистом, но был прорыт лишь в 1682 году Вобаном, главным образом для доставки камня, необходимого для укрепления Страсбурга.